# Орел Андрій Вікторович
Андрій Вікторович Орел (* 2 вересня 1981, Львів) — український композитор, гітарист і музикознавець. Крім сольної творчості, бере участь у низці ансамблів, серед яких «Riasni Drova Consort», «Noah Coward», «Hokkei Quartet» i «Moglass». Виступає в дуеті з Юрієм Яремчуком — свою творчість музиканти характеризують як «неідеоматічную вільну імпровізацію» і «музику організованих випадковостей».

## Дискографія

### Соло
- 2008 — «Nezvanova Nova III»[3]
- 2010 — «WHNZ:11:SOM»[4]

### Участь в ансамблях
- 2008 — «СУПРЕМАТИЗМы» (Владислав Макаров[ru], Юрій Яремчук, Андрій Орёл).
- 2008 — «Gogolfest Projekt» (Vladislav Makarov, Yuriy Yaremchuk, Andrij Orel)[5]
- 2010 — «Conditions» (Yuri Yaremchuk, Ilia Belorukov, Andrij Orel)[6][7]
- 2010 — «Doodles & Needles» (Bruno Duplant, Andrij Orel, Paulo Chagas)[8]
- 2011 — «Early Songs and Scratched Anchors» («Riasni Drova Consort»)[9]

### Збірники
- 2008 — «Various — Clinical Jazz»[10]
- 2009 — «Various — Tandem Cuts»[11]

## Фестивалі
- «Audio Art», Краків (в складі «YZO Ensemble» Юрія Яремчука)[12]

## Обрані ефіри в ЗМІ
- «Тиса FM» (Ужгород), програма «Джаз FM» (випуск № 48, 2011)[13]

## Співпраця
Юрій Яремчук, Олександр Фразе-Фразенко, Сергей Зеленській, Андрій Кириченко, Владислав Макаров, Илья Белоруков, Bruno Duplant, Paulo Chagas, ¡The Moglass!.

## Авторські статті
- Журнал «Аутсайдер», колонка «Вініловий наркоман»[14][15][16][17][18][19][20][21][22][23][24][25][26][27][28][29][30][31][32][33][34][35][36][37]
- Проект «Гуркіт»[38]
- Роман Піщалов, Андрій Орел та інші. Аутсайдер. Збірка статей про сучасну музику. — Київ: Бихун В.Ю., 2023. — 183 с.; іл.

## Критика
Михайло Федор, Інтернет-журнал Foso.uz.ua, "Концерт львівського тріо «Рясні Дрова Consort» (імпровізаційна музика на Рецидивах), 20.06.2011:
| | «Рясні Дрова Consort»... ...Можливо, найцікавіша імпровізаційна музика нашого регіону. |
| — Інтернет-журнал Foso.uz.ua, «Концерт львівського тріо «Рясні Дрова Consort» (імпровізаційна музика на Рецидивах), 20.06.2011 |                                                                                        |

Дмитро Шульга, Журнал «Весь Кіровоград», «Фестивально-мистецький День Києва», 28.05.2008:
|                                                                                     | Якби моя мама – викладач музичної школи з багатолітнім стажем – побачила цей виступ, вона б ще довго була в шоці від того, які звуки і яким чином можна видобувати з гітари та саксофона. |
| — Дмитро Шульга, «Весь Кіровоград», «Фестивально-мистецький День Києва», 28.05.2008 | |